# Il Tarì
Il Tarì è polo produttivo e fieristico di gioielleria, oreficeria, coralli e cammei, orologeria, accessori moda ed oggetti diversi dai preziosi, situato nel sud Italia. È l'unico Centro Orafo integrato di attività e competenza rivolte al comparto Orafo B2B.
È localizzato nei pressi di Marcianise in provincia di Caserta, lungo la strada statale 87 Sannitica.

## Storia
Il Centro Orafo Il Tarì nasce nel 1996 da un'intuizione di un gruppo di giovani imprenditori napoletani che scelgono di percorrere la strada della condivisione e dell'accentramento della preziosa cultura e tradizione orafa.
A simbolo e testimone della storicità viene scelto di utilizzare il nome del Tarì, quello di un’antica moneta aurea araba, diffusa nel Regno di Napoli fino all’età aragonese.
La semplicità della parola, facilmente pronunciabile in tutte le lingue, le sue radici storiche, l’identità con il metallo più prezioso ne fanno la più idonea identificazione di un luogo in cui tradizione e innovazione sono le due facce di una stessa moneta.
- Visitato dal Presidente della Repubblica Scalfaro nel 1997
- nell'ottobre del 2000 ebbe un ruolo importante nella prima sfilata di moda e gioielli che si tenne presso la reggia di Caserta.

## Numeri e Traguardi
Ogni giorno Il Tarì è popolato da oltre 3500 operatori professionali, per oltre 400.000 presenze annue.
370 aziende stabilmente presenti (30% produzione, 30% servizi, 40% distribuzione).
2500 addetti, 3500 presenze quotidiane (7000 durante le fiere di settore).
400.000 operatori presenti annualmente.
3 eventi specializzati per il settore l’anno con oltre 18.000 presenze consolidate per ogni edizione e la partecipazione delle 380 aziende interne e di 80 aziende ospiti.
850 milioni di euro di fatturato consolidato l’anno.
30% del prodotto delle aziende destinato all’export (in prevalenza paesi europei e del mediterraneo, Stati Uniti, Russia, Cina).
135.000 mq. di estensione globale, per un totale di oltre 40.000 mq. dedicati permanentemente alle attività di produzione e distribuzione dei soci, cui si aggiungono i 9.500 mq. dei padiglioni fieristici.

## Attività e caratteristiche
Il Tarì è operativo quotidianamente per opportunità e business che offrono ai nostri dettaglianti la possibilità di soddisfare ogni esigenza ottimando tempi e costi.
- Gioielleria
- Oreficeria
- Coralli e Cammei
- Argenteria
- Montature
- Orologeria
- Perle
- Pietre Preziose
- Pietre Semipreziose
- Artigiani orafi
- Servizi

## Una diversa idea di fiera
Ogni giorno, il Tarì grazie alle proprie 400 aziende è una Fiera permanente. In più, dal 1998 il Tarì organizza eventi fieristici nel mondo orafo. Appuntamenti di successo, che hanno consolidato negli anni la sua immagine a livello internazionale, collocandolo al Centro dell'Italia e del Mediterraneo nel Business dei preziosi.
Ogni anno, a maggio e ad ottobre il mondo orafo italiano si incontra al Tarì per il più importante e selettivo evento espositivo del Paese. In più, a marzo il Tarì ospita un ulteriore evento di successo "Preview".
In occasione di ognuno di questi eventi, il Tarì ospita un centinaio di espositori esterni, offrendo così al pubblico di buyers la più ampia e qualificata offerta della creatività italiana del gioiello, all'interno di una struttura espositiva che per qualità, ricercatezza ed accoglienza non ha pari in Europa e nel mondo.
Tante promozioni, attività di incoming ed eventi dedicati ai Clienti contribuiscono a rendere ogni evento un successo.
Siamo orgogliosi, infine, di dire che da molti anni le nostre fiere vengono certificate e sono ufficialmente inserite nel calendario nazionale delle fiere di rilievo internazionale, promosso dal Ministero dello sviluppo economico. Due volte all'anno, a maggio e a ottobre, al polo il Tarì si svolge una mostra internazionale denominata “OPEN", che riesce ad attirare più di 5000 visitatori tra clienti, espositori esterni, giornalisti, vip dello spettacolo, consumatori. Oltre ai preziosi, il polo fieristico propone eventi in favore dell'antiquariato, della moda, degli articoli da regalo e degli orologi, degli sposi, dell'alimentare di eccellenza, dell'agricoltura, della casa, di bijoux. La fiera orafa per numero di visitatori ed aziende espositrici esterne, dopo VicenzaOro, è l'evento fieristico più prestigioso in Italia nel settore gioielleria, coralli e cammei, orologeria, tanto da giungere ad ingegnerizzare il proprio know-how per offrire consulenza di alto livello a consorzi e realtà internazionali nascenti con gli stessi obiettivi.

## L'ospitalità del centro
L'assistenza ai clienti che ci raggiungono a livello Nazionale ed Internazionale, nell'organizzazione del loro viaggio, è uno dei punti di maggio forza dei nostri Eventi, grazie a soluzioni personalizzate di servizi di accomodation, intrattenimento ed accoglienza.

## I Servizi al Tarì
Il Tarì, oltre ad offrire una vastissima scelta nel settore orafo, mette a disposizione una serie di servizi ed attività dedicati alle aziende ed alla clientela. Ogni servizio rappresenta un'eccellenza che offre il massimo supporto alle giornate di business e che facilita le opportunità di incontro tra domanda e offerta.
- Sicurezza e portavalori
- Ristorazione
- Catering
- Sala convegni
- Tarì Studio (podcast)
- Servizi informatici verticalizzati sul settore
- Studio fotografico

## TADS: Tarì Art Design School
È la scuola di formazione del Centro Orafo il Tarì. Inserita nell'elenco delle 17 scuole Italiane di Eccellenza redatto dalla Fondazione Cologni dei Mestieri D'Arte, il Tads rappresenta la regola e la passione del sapere dei Maestri d'arte nel campo orafo.
TADS è una scuola altamente specializzata che propone corsi tecnici per il settore orafo e del comparto gioiello con un forte orientamento progettuale, frutto del costante dialogo con aziende e professionisti del settore.